# Dinitro-orto-krezol
A dinitro-orto-krezol (2-metil-3,5-dinitrofenol) sárgás színű kristályos anyag (op. 88°C). 
Sáskák és más rovarok lárvái, petéi és a kifejlett rovarok, valamint atkák elleni növényvédő szer. Ma már a legtöbb országban nem engedélyezett, mert mérgezést okozhat mind bőrön át felszívódva, mind belélegezve, mind élelmiszerrel a szervezetbe jutva.
Használták még a krumpli szárának leszárítására. Július és szeptember között egyszer vagy kétszer permetezték, hogy meggátolják a gumó vírus és más károkozó általi fertőződését. Almafélék és csonthéjasok téli lemosó permetének rovarok elleni alkotórésze volt .
A vegyiparban polimerizációgátlóként alkalmazzák.